# Noegus mantovani
Noegus mantovani là một loài nhện trong họ Salticidae.
Loài này thuộc chi Noegus. Noegus mantovani được Bauab & Ilka Maria Fernandes Soares miêu tả năm 1978.